# اشلی پاریس
اشلی پاریس (انگلیسی: Ashley Paris؛ زادهٔ ۲۱ سپتامبر ۱۹۸۷) بازیکن بسکتبال اهل ایالات متحده آمریکا است.